# Alkon (Toreut)
Alkon (altgriechisch ῎Αλκων) war ein antiker griechischer Toreut, entweder des Mythos oder hellenistischer Zeit.
Nach Ovid, Metamorphosen 13, 675–704 habe der aus Hyle in Boiotien stammende Alkon für Aineias einen Krater mit getriebenen Bildern gefertigt, die den Tod der Töchter des Orion zeigten; damit wäre er ein mythischer Künstler. Damoxenos bei Athenaios, Deipnosophistai 11, 469 A nennt jedoch ein von Alkon gefertigtes Trinkhorn (ῥυτὸν δίκρουνον ἡλίκον τι τρεῖς χωρεῖν χοᾶς, Ἄλκωνος ἔργον), ebenso erwähnt ihn der Pseudo-Vergilische Culex 67, danach könnte es sich auch um einen hellenistischen Toreuten gehandelt haben.
Heinrich Brunn und Silvio Ferri haben vermutet, dass sich auch die Stellen in den antiken Quellen, die einen weiteren Alkon erwähnen, auf die gleiche Person beziehen, darin ist ihnen die Forschung jedoch nicht gefolgt.